# Писку Скоарцеј (Валча)
Писку Скоарцеј (рум. Piscu Scoarței) насеље је у Румунији у округу Валча у општини Роешти. Oпштина се налази на надморској висини од 366 m.

## Становништво
Према подацима из 2002. године у насељу је живело 44 становника, од којих су сви румунске националности.